# Nicodemo I di Gerusalemme
Nicodemo I (Costantinopoli, 30 novembre 1828 – Halki, 18 febbraio 1910) è stato un arcivescovo ortodosso ottomano, patriarca greco-ortodosso di Gerusalemme dal 1883 al 1890.
Nel 1890 costruì una casa estiva vicino al monastero di San Simone a Katamon.